# Villameriel
Villameriel è un comune spagnolo di 152 abitanti situato nella comunità autonoma di Castiglia e León.
Il comune comprende le località di:
- Cembrero
- Santa Cruz del Monte
- Villorquite de Herrera
- San Martín del Monte